# Stenoplesictis
Stenoplesictis — вимерлий рід хижих котоподібних ссавців з Європи (Керсі, Франція) та Азії (Монголія) (S. indigenus), з олігоцену 33.9—28.4 млн років тому.
Показано, що Stenoplesictis був усеїдним, точніше, від гіперм'ясоїдного (>70%) до мезом'ясоїдного (50–70% м'яса).